# Tjerven (distrikt i Bulgarien, Ruse)
Tjerven (bulgariska: Червен) är ett distrikt i Bulgarien.   Det ligger i kommunen Obsjtina Ivanovo och regionen Ruse, i den nordöstra delen av landet, 240 km öster om huvudstaden Sofia.
Trakten runt Tjerven består till största delen av jordbruksmark. Runt Tjerven är det ganska glesbefolkat, med 34 invånare per kvadratkilometer.